# عين درج
عين الدرج أو فُتحة الدرج هو الفتحة أو الهوة أو الفضاء الواضح الفارغ في الدرج والذي يُرى من أعلى بيت الدرج أو أسفله.